# Пасторе, Хавьер
Хавье́р Мати́ас Пасто́ре (исп. Javier Matías Pastore; 20 июня 1989, Кордова) — аргентинский футболист, атакующий полузащитник.

## Клубная карьера
Хавьер Пасторе родился в семье Хуана Карлоса, владельца фабрики по производству запасных частей для автомобилей, и домохозяйки Патрисии. У него было два брата: Лорена и Ариэль. Уже после рождения Хавьера в семье появился четвёртый ребёнок, Хуан Мануэль. Семья Пасторе имеет итальянские корни — его предки были родом из Вольверы, города близ Турина.
Пасторе начал карьеру в 1998 году в клубе «Тальерес», за который болел с детства. В 2007 году он дебютировал в основном составе команды, выступавшей во втором дивизионе чемпионата Аргентины. Всего за команду он провёл 5 матчей. В начале 2008 года Пасторе на правах аренды перешёл в «Уракан». 24 марта 2008 года он дебютировал в основе команды в матче с «Ривер Плейтом», в котором его клуб проиграл 0:1. С Клаусуры 2009 Пасторе стал игроком основного состава команды. Тогда же он открыл счёт ударом с 25-ти метров в матче с «Ривер Плейтом», в котором его клуб победил 4:0. Это была самая крупная победа «Уракана» над «Ривером» за 60 лет. В том турнире он забил 8 голов и 4 раза ассистировал партнёрам. Пасторе вместе с Матиасом Де Федерико составил дуэт нападения команды, названный «фантастическим». Его клуб занял второе место в Клаусуре, лишь в последнем туре уступив чемпиону, «Велес Сарсфилду» 0:1

### «Палермо»
11 июля 2009 года Пасторе перешёл в итальянский клуб «Палермо», заплативший за трансфер игрока 8 млн евро. Контракт с футболистом был подписан до 2014 года с заработной платой 600 тыс. евро в год. Пасторе выбрал «Палермо» из предложений от множества команд, среди которых были «Лацио», «Милан», «Порту», «Челси» и «Бари». Также перехода Пасторе хотел «Манчестер Юнайтед», предложивший за трансфер футболиста 10 млн евро, но игрок отказал английской команде, так как не хотел сидеть на скамье запасных. Вскоре Пасторе получил итальянское гражданство, что позволило ему не считаться легионером в командах стран Евросоюза.

Я жил некоторое время у своего агента Марсело Симоняна. Как-то раз в дверь позвонили, на пороге стоял спортивный директор «Палермо» Вальтер Сабатини. Он сказал мне, что может со спокойной душой отправляться домой, так как моим агентом является Симонян. Чуть позже мы сели втроём, он показал мне видео — матчи с участием «Палермо», рассказал о планах клуба. Мы поговорили о городе Палермо, острове Сицилия, после того как он ушёл, я был в восторге. Тогда Марсело сказал мне, что мы ещё поторгуемся, но этот клуб является нашей целью.

Пасторе дебютировал в составе «Палермо» 15 августа 2009 года в матче с клубом СПАЛ, завершившимся победой «росанеро» 4:2. 8 дней спустя он дебютировал в чемпионате Италии в матче с «Наполи», завершившимся победой клуба Пасторе 2:1. В октябре-ноябре Хавьер был включён УЕФА в список семи самых перспективных игроков Европы. 30 января 2010 года Пасторе забил первый мяч в составе «Палермо», поразив ворота «Бари». После того, как травму получил Фабио Симплисио, Пасторе стал лидером «Палермо». Всего в сезоне 2009/2010 футболист провёл на поле 37 игр и забил 3 гола. По окончании сезона попытку выкупить футболиста предпринял мадридский «Реал», предложивший за трансфер полузащитника 25 млн евро, но «Палермо» отказал в продаже аргентинца.
Перед началом сезона 2010/11 Пасторе сменил номер 6 на 27-й, который любит мама Пасторе, Патрисия. В начале сезона Хавьер забил свой первый гол в еврокубках, поразив ворота «Марибора». В сентябре Пасторе заинтересовался английский клуб «Манчестер Сити» и испанская «Барселона». В то же время президент «Палермо», Маурицио Дзампарини, сказал:

Пасторе — это новый Зидан. Хавьер является очень сильным и искусным футболистом. Через два года он будет стоить столько, сколько сейчас стоит Месси. Ни в январе, ни в июне Пасторе не покинет нашу команду. Мадридский «Реал» уже просил меня о продаже Хавьера, но я отказал им. На данный момент Пасторе не продаётся. Я понимаю, что удержать Пасторе в нашей команде будет непросто. Поэтому говорю следующее: думаю, его стоимость — примерно € 60 млн. Пасторе — один из лучших игроков мира, однажды он выиграет «Золотой мяч».

16 декабря 2010 года Пасторе продлил контракт с «Палермо» до 2015 года с заработной платой в 800 тыс. евро за сезон плюс бонусы за удачную игру аргентинца. 24 января 2011 года Хавьер был назван лучшим молодым игроком чемпионата Италии, опередив Пато и Балотелли. В сезоне 2010/11 Пасторе провёл 45 матчей и забил 13 голов, из которых 11 он забил в чемпионате, став лучшим бомбардиром команды. Его клуб занял в первенстве 8-е место, а также дошёл до финала Кубка Италии, где был обыгран «Интером» 1:3.
Летом 2011 года Пасторе интересовались многие ведущие европейские команды, включая итальянские «Ювентус», «Интер» и «Рому», испанские «Барселону», «Реал» и «Малагу», французский «Пари Сен-Жермен» и английские «Челси», «Манчестер Юнайтед» и «Манчестер Сити». Президент и владелец «Палермо», Маурицио Дзампарини, сказал, что продаст футболиста не менее, чем за 50 млн евро, несмотря на желание самого игрока уйти из команды. Первым клубом, предложившим подобную сумму стал махачкалинский «Анжи».

### «Пари Сен-Жермен»
6 августа 2011 года Пасторе перешёл в «Пари Сен-Жермен», подписав контракт на пять лет. Сумма трансфера составила 42 млн евро. После перехода он сказал: «Я предпочёл ПСЖ „Челси“, поскольку мне нужна команда, соответствующая моим игровым показателям. Для своего развития я должен регулярно играть в составе первой команды, так что в Париже у меня больше шансов». 18 августа Хавьер дебютировал в составе команды в матче Лиги Европы с люксембургским «Дифферданжем» (4:0). Спустя три дня Пасторе сыграл свой первый матч в Лиге 1 против «Валансьена» (2:1). В ноябре Хавьер признался, что ему трудно играть раз в три дня, а затем высказался, что в будущем бы хотел вновь играть в Италии.
В сезоне 2012/13 Пасторе «выпал» из стартового состава «Пари Сен-Жермен». Маурицио Дзампарини объяснил это тем, что аргентинцу сложно играть с пришедшим в клуб Златаном Ибрагимовичем. В связи с этим два итальянских клуба выразили заинтересованность в трансфере полузащитника: «Интер» захотел обменять его на другого игрока центра поля, Уэсли Снейдера, а «Милан» выкупить его контракт за 20 млн евро плюс права на Иньяцио Абате.

### «Рома»
28 июня 2018 года Пасторе за 24,7 млн евро перешёл в «Рому», подписав пятилетний контракт. В новом клубе аргентинец взял двадцать седьмой номер. 19 августа Пасторе дебютировал в Серии A за «джалоросси» в матче с «Торино» (1:0). 27 августа в домашнем матче с «Аталантой» Хавьер впервые отличился за новый клуб, отметившись забитым мячом и голевой передачей (3:3).
30 августа 2021 года Пасторе расторг контракт с «Ромой» по обоюдному согласию.

### «Эльче»
4 сентября 2021 года Пасторе на правах свободного агента подписал контракт до конца сезона 2021/22 с «Эльче».

## Международная карьера
В феврале 2009 года Пасторе был вызван молодёжной сборной Аргентины на южноамериканское молодёжное первенство, но его клуб, «Уракан», отказался передать футболиста в распоряжение национальной команды из-за важных игр клуба.
15 декабря 2009 года Пасторе был вызван в состав сборной Аргентины. Через день он дебютировал в составе команды в матче со сборной Каталонии, где забил третий гол своей команды. В мае 2010 года главный тренер сборной, Диего Марадона, взял Хавьера в состав сборной, поехавшей на чемпионат мира. 24 мая Пасторе впервые вышел в стартовом составе сборной, в котором аргентинцы победили Канаду 5:0, а сам Хавьер действовал на позиции плеймейкера.
23 июля Пасторе впервые вышел в официальном матче сборной, в котором «альбиселеста» победила Грецию 2:0, а сам Хавьер появился на поле на 77-й минуте, заменив Серхио Агуэро. Также Пасторе вышел на поле в 1/8 чемпионата мира против Мексики и в 1/4 финала с Германией. Всего на чемпионате мира 2010 Пасторе провёл три игры. По окончании турнира Пасторе вошёл в составленный ФИФА список молодых футболистов, которые с большой долей вероятности сыграют на чемпионате мира 2014. После ухода Марадоны с поста сборной Пасторе поддержал Диего, сказав, что Марадона нужен сборной Аргентины, как и сборная нужна Диего; и что он способен одним своим видом вдохновлять футболистов на великие свершения.
В 2011 году Пасторе в составе сборной и поехал на Кубок Америки. На нём Хавьер провел на поле суммарно 59 минут, выйдя на замену в матчах против Коста-Рики и Уругвая. После Кубка Америки полузащитник почти не появлялся в составе Аргентины до 2014. Начиная с ноября 2014 Хавьер активно призывается в сборную. Он сыграл почти во всех товарищеских матчах сборной до Кубка Америки 2015, в которых забил гол и отдал 2 голевые передачи. На самом турнире Пасторе регулярно играет. В полуфинальном матче против Парагвая забивает гол и отдает голевую передачу, а Аргентина выигрывает со счётом 6:1 и соответственно проходит в финал, в котором уступает Чили по пенальти.
После Кубка Америки 2015 Пасторе сыграл только в 4 матчах за национальную сборной, в которых в общей сложности провел 172 минуты на поле. Но Хавьер попал в заявку на Кубок Америки 2016, где соответственно выиграл серебряную медаль, несмотря на то, что за весь турнир он ни разу не вышел на поле.

## Статистика

### Клубная статистика
| Выступление        | Выступление      | Выступление      | Лига | Лига | Кубки | Кубки | Еврокубки | Еврокубки | Остальные | Остальные | Итого | Итого |
| Клуб               | Лига             | Сезон            | Игры | Голы | Игры  | Голы  | Игры      | Голы      | Игры      | Голы      | Игры  | Голы  |
| ------------------ | ---------------- | ---------------- | ---- | ---- | ----- | ----- | --------- | --------- | --------- | --------- | ----- | ----- |
| Тальерес (Кордова) | Сегунда          | 2007             | 5    | 0    | 0     | 0     | 0         | 0         | 0         | 0         | 5     | 0     |
| Тальерес (Кордова) | Итого            | Итого            | 5    | 0    | 0     | 0     | 0         | 0         | 0         | 0         | 5     | 0     |
| Уракан →           | Примера          | 2008             | 1    | 0    | 0     | 0     | 0         | 0         | 0         | 0         | 1     | 0     |
| Уракан →           | Примера          | 2009             | 30   | 8    | 0     | 0     | 0         | 0         | 0         | 0         | 30    | 8     |
| Уракан →           | Итого            | Итого            | 31   | 8    | 0     | 0     | 0         | 0         | 0         | 0         | 31    | 8     |
| Палермо            | Серия А          | 2009/10          | 34   | 3    | 3     | 0     | 0         | 0         | 0         | 0         | 37    | 3     |
| Палермо            | Серия А          | 2010/11          | 35   | 11   | 4     | 1     | 6         | 1         | 0         | 0         | 45    | 13    |
| Палермо            | Итого            | Итого            | 69   | 14   | 7     | 1     | 6         | 1         | 0         | 0         | 82    | 16    |
| Пари Сен-Жермен    | Лига 1           | 2011/12          | 33   | 13   | 3     | 1     | 7         | 2         | 0         | 0         | 43    | 16    |
| Пари Сен-Жермен    | Лига 1           | 2012/13          | 34   | 4    | 4     | 2     | 10        | 3         | 0         | 0         | 48    | 9     |
| Пари Сен-Жермен    | Лига 1           | 2013/14          | 29   | 1    | 6     | 1     | 6         | 1         | 0         | 0         | 41    | 3     |
| Пари Сен-Жермен    | Лига 1           | 2014/15          | 34   | 5    | 7     | 1     | 10        | 0         | 0         | 0         | 51    | 6     |
| Пари Сен-Жермен    | Лига 1           | 2015/16          | 16   | 2    | 4     | 1     | 6         | 0         | 0         | 0         | 26    | 3     |
| Пари Сен-Жермен    | Лига 1           | 2016/17          | 15   | 0    | 6     | 3     | 2         | 0         | 0         | 0         | 23    | 3     |
| Пари Сен-Жермен    | Лига 1           | 2017/18          | 23   | 4    | 8     | 1     | 3         | 0         | 0         | 0         | 34    | 5     |
| Пари Сен-Жермен    | Итого            | Итого            | 184  | 29   | 37    | 10    | 44        | 6         | 0         | 0         | 265   | 45    |
| Рома               | Серия А          | 2018/19          | 14   | 3    | 2     | 1     | 1         | 0         | 0         | 0         | 17    | 4     |
| Рома               | Серия А          | 2019/20          | 11   | 0    | 0     | 0     | 4         | 0         | 0         | 0         | 15    | 0     |
| Рома               | Серия А          | 2020/21          | 5    | 0    | 0     | 0     | 0         | 0         | 0         | 0         | 5     | 0     |
| Рома               | Итого            | Итого            | 30   | 3    | 2     | 1     | 5         | 0         | 0         | 0         | 37    | 4     |
| Всего за карьеру   | Всего за карьеру | Всего за карьеру | 319  | 54   | 46    | 12    | 55        | 7         | 0         | 0         | 420   | 73    |

### Международная
| Матчи Пасторе в составе сборной Аргентины | Матчи Пасторе в составе сборной Аргентины | Матчи Пасторе в составе сборной Аргентины | Матчи Пасторе в составе сборной Аргентины | Матчи Пасторе в составе сборной Аргентины | Матчи Пасторе в составе сборной Аргентины | Матчи Пасторе в составе сборной Аргентины |
| Дата                                      | Место проведения                          | Оппонент                                  | Счёт                                      | Голы                                      | Соревнование                              |                                           |
| ----------------------------------------- | ----------------------------------------- | ----------------------------------------- | ----------------------------------------- | ----------------------------------------- | ----------------------------------------- | ----------------------------------------- |
| 24 мая 2010                               | Буэнос-Айрес                              | Канада                                    | 5:0                                       | —                                         | Товарищеский матч                         |                                           |
| 22 июня 2010                              | Полокване                                 | Греция                                    | 2:0                                       | —                                         | Финальные матчи ЧМ-2010                   |                                           |
| 27 июня 2010                              | Йоханнесбург                              | Мексика                                   | 3:1                                       | —                                         | Финальные матчи ЧМ-2010                   |                                           |
| 3 июля 2010                               | Кейптаун                                  | Германия                                  | 0:4                                       | —                                         | Финальные матчи ЧМ-2010                   |                                           |
| 8 октября 2010                            | Сайтама                                   | Япония                                    | 0:1                                       | —                                         | Товарищеский матч                         |                                           |
| 17 ноября 2010                            | Доха                                      | Бразилия                                  | 1:0                                       | —                                         | Товарищеский матч                         |                                           |
| 9 февраля 2011                            | Женева                                    | Португалия                                | 2:1                                       | —                                         | Товарищеский матч                         |                                           |
| 12 июля 2011                              | Кордова                                   | Коста-Рика                                | 3:0                                       | —                                         | Кубок Америки 2011                        |                                           |
| 17 июля 2011                              | Санта-Фе                                  | Уругвай                                   | 1:1                                       | —                                         | Кубок Америки 2011                        |                                           |
| 2 сентября 2011                           | Калькутта                                 | Венесуэла                                 | 1:0                                       | —                                         | Товарищеский матч                         |                                           |
| 12 октября 2011                           | Пуэрто-Ла-Крус                            | Венесуэла                                 | 0:1                                       | —                                         | Отборочные матчи ЧМ-2014                  |                                           |
| 11 ноября 2011                            | Буэнос-Айрес                              | Боливия                                   | 1:1                                       | —                                         | Отборочные матчи ЧМ-2014                  |                                           |

## Достижения

### Командные
«Пари Сен-Жермен»
- Чемпион Франции (5): 2012/13, 2013/14, 2014/15, 2015/16, 2017/18
- Обладатель Суперкубка Франции (5): 2013, 2014, 2015, 2016, 2017
- Обладатель Кубка французской лиги (5): 2013/14, 2014/15, 2015/16, 2016/17, 2017/18
- Обладатель Кубка Франции (4): 2014/15, 2015/16, 2016/17, 2017/18

Сборная Аргентины
- Серебряный призёр Кубка Америки (2): 2015, 2016

### Личные
- Лучший молодой футболист года в Италии (Оскар дель Кальчо): 2010
- Входит в состав символической сборной года Французской лиги 1 (1): 2014/2015
- Игрок месяца Французской Лиги 1(4): сентябрь 2011, ноябрь 2014, март 2015, апрель 2015[65]

## Личная жизнь
Встречается с 21-летней моделью, работающей на итальянском телевидении Кьярой Пицоне.